# Dmitri Jewgenjewitsch Torbinski
Dmitri Jewgenjewitsch Torbinski (russisch Дми́трий Евге́ньевич Торби́нский; * 28. April 1984 in Norilsk, Russische SFSR, UdSSR) ist ein russischer Fußballspieler.

## Vereinskarriere
Dmitri Torbinski spielte als Jugendlicher Futsal in der Stadt Norilsk, wurde dann aber von Spartak Moskau verpflichtet. Für Spartak gab er im Alter von 17 Jahren sein Debüt als Profi. In seinen ersten drei Saisons für Spartak kam er insgesamt nur auf sechs Einsätze, auch bedingt durch eine schwere Knieverletzung im Jahr 2004. Torbinski wurde deshalb an Spartak Tscheljabinsk ausgeliehen. Bei dem damaligen Zweitligaverein kurierte er seine Verletzungen aus und sammelte Spielpraxis. Zur Saison 2006 kehrte er dann zu Spartak Moskau zurück und bestritt bis 2007 insgesamt noch 37 Ligapartien. Seit Januar 2008 spielte Torbinski für Lokomotive Moskau, die ihn ablösefrei verpflichtet hatten. Im März 2011 verlängerte Torbinski seinen Vertrag bei Lokomotive Moskau bis zum Jahr 2013.

## Nationalmannschaft
Sein Debüt für die russische Fußballnationalmannschaft bestritt Torbinski am 24. März 2007 gegen die Mannschaft aus Estland. Das erste Länderspieltor konnte er beim 6:0-Sieg über Kasachstan am 24. Mai 2008 erzielen. Bei der Fußball-Europameisterschaft 2008 traf er im Viertelfinale beim 3:1-Sieg über die Niederlande in der Verlängerung zur wichtigen 2:1-Führung und war damit maßgeblich am Weiterkommen seiner Mannschaft beteiligt.
Bei der Fußball-Europameisterschaft 2016 in Frankreich wurde er in das russische Aufgebot aufgenommen. Als einer von insgesamt 6 Spielern des Teams kam er nicht zum Einsatz.

## Privatleben
Am 29. November 2008 heiratete Dmitri seine langjährige Freundin. Am 8. Juli 2009 wurde der gemeinsame Sohn Artjom geboren. Am 16. Januar 2012 bekam das Ehepaar Torbinski eine Tochter namens Alissa. 2013 kam das dritte Kind, Sohn Daniil, zur Welt.

## Erfolge
- Russischer Pokalsieger: 2003
- Bronzemedaille bei der Fußball-Europameisterschaft 2008